# Czerwona Górka (województwo warmińsko-mazurskie)
Czerwona Górka (niem. Rothgörken) – osada w Polsce położona w województwie warmińsko-mazurskim, w powiecie bartoszyckim, w gminie Bartoszyce. W latach 1975–1998 miejscowość administracyjnie należała do województwa olsztyńskiego.
W 1889 r. był to majątek szlachecki o powierzchni 256 ha. Po drugiej wojnie światowej powstał tu PGR. W 1983 r. we wsi były trzy budynki mieszkalne z 16. mieszkaniami i 33 mieszkańcami. Ulice miały oświetlenie elektryczne a wieś posiadała sieć wodociągową o długości 500 m .